# ۷۹ (میلادی)
سال ۷۹ میلادی یک سال مشترک بود که از روز جمعه در تقویم ژولیانی آغاز می‌شد. در آن زمان، این سال به عنوان سال کنسولی تیتوس و وسپاسیانوس شناخته می‌شد. نامگذاری این سال به سال ۷۹ میلادی از اوایل قرون وسطی، زمانی که تقویم آنو دومینی  به روش رایج در اروپا برای نامگذاری سال‌ها تبدیل شد، مورد استفاده قرار گرفته است.

## رویدادها
بر اساس مکان
امپراتوری روم
- وسپاسیانوس آگوستوس و تیتوس سزار وسپاسیانوس کنسول روم شدند.
- ۲۳ ژوئن - تیتوس به جانشینی پدر خود وسپاسین به امپراتوری رم رسید.
- ۲۴ اوت - آغاز انفجار آتشفشان وسوویوس که به نابودی شهرهای پمپی و هرکولانیوم انجامید.
- فتح بریتانیا توسط روم: لشکرکشی‌های گنائوس جولیوس آگریکولا در بریتانیا:
  - چستر به عنوان یک کاستروم یا دژ رومی با نام دوا ویکتریکس تأسیس شد. این دژ توسط لژیون دوم آدیوتریکس ساخته شده و شامل سربازخانه، انبار غله، حمام نظامی و ستاد فرماندهی است.
  - ماموسیوم (منچستر اول) به عنوان یک دژ مرزی و سکونتگاه در شمال غربی انگلستان، در فاصله‌ای از شمال چستر، تأسیس شد.
  - آگریکولا وارد کالدونیا (اسکاتلند امروزی) می‌شود اما با مقاومت بومیان مواجه می‌شود.

چین
- کمیسیونی از محققان، متن آثار کنفوسیوس و مکتب او را به رسمیت می‌شناسند.

## زادگان
- هه هان از سلسله هان، امپراتور چین (متوفی ۱۰۶)

- ما رونگ، شاعر و سیاستمدار چینی (متوفی ۱۶۶)

## درگذشت ها
- ۲۳ ژوئن - وسپاسیان، امپراتور روم
- ۲۵ اوت - پلینیوس (مرگ بر اثر فوران آتشفشان وزوو)

- ۱۶ آگوست - ما، ملکه چینی سلسله هان (متولد ۴۰ میلادی)

- ۲۵ آگوست - کائسیوس باسوس، شاعر رومی (در فوران کوه وزوو درگذشت)

- ۲۵ آگوست - دروسیلا، دختر هیرود (در فوران وزوو درگذشت)

- آپولیناریس اهل راونا، اسقف سوری (تاریخ تقریبی)

- اولوس کاچینا آلینوس، سردار و سیاستمدار رومی (اعدام شد)

- تیبریوس کلودیوس بالبیلوس، سیاستمدار و ستاره‌شناس رومی (متولد ۳ میلادی)

- تیتوس کلودیوس اپیروس مارسلوس، سیاستمدار رومی (خودکشی کرد)